# قوة ضد التحرش
قوة ضد التحرش هي مجموعة من النشطاء بالقاهرة في مصر، هدفها منع التحرش والاعتداء الجنسي وبالأخص الاعتداءات الجنسية الجماعية التي تحدث خلال التظاهرات والاحتفالات الدينية.
هذة المجموعة معروفة بالتدخل ضد الاعتداءات التي تحدث من قبل الغوغاء في ميدان التحرير بالقاهرة، وهي واحدة من عدة مجموعات بدأت تنظم وتناهض ضد التحرش الجنسي للنساء في التحرير منذ الثورة المصرية في 2011.

## خلفية
على الرغم من ان التحرش الجنسي في شوارع مصر سبق الثورة في عام 2011، وكان يعتقد انة تكتيكاً استخدمته الدولة في عهد حسني مبارك ضد الناشطات منذ عام 2005 وبالفعل قد تم الإبلاغ عن حالات اعتداءات جنسية جماعية خلال التظاهرات في ميدان التحرير وهي في ارتفاع منذ عام 2011.
الحادثة الأولى التي لاقت انتباه عالمي كانت حادثة Lara Logan مراسلة جنوب أفريقيا التي تم الاعتداء عليها من قبل عصابة من الرجال في الحادي عشر من فبراير 2011 ليلة تنحي الرئيس السابق حسني مبارك.
كما تم الإبلاغ انه تم الاعتداء على 25 امرأة على الاقل في ميدان التحرير خلال احتجاجات يناير 2013 في ذكرى مرور سنتين على الثورة.
من ضمن التقارير التي جمعتها قوة ضد التحرش ومجموعات أخرى وبعض منها كان منشوراً على مواقع التواصل الاجتماعي، شرحت ان النساء تم تجريدهن من الملابس وضربهن والتحرش بهن واغتصابهن.
بينما بعض الاعتداءات تبدو تلقائية وجذعية نابعة من العقلية الغوغائية، يعتقد نشطاء قوة ضد التحرش انه على الاقل بعض من هذة الاعتداءات منظمة ويقوم بتنفيذها عصابات منظمة لمنع النساء من المشاركة في احتجاجات الثورة في ميدان التحرير.
أشاروا إلى التوقيت واسلوب الأعتداءات واصرار المتحرشين عندما تمت مواجهتهم، قالت داليا عبد الحميد ، من المبادرة المصرية للحقوق الشخصية:
.

## المنظمة
تم تأسيس منظمة قوة ضد التحرش في نوفمبر 2012 بواسطة المتطوعين من ضمنهم هؤلاء التابعين لمصرين، هي مجموعة اعلامية ثورية مصرية. 
ظهرت منظمة قوة ضد التحرش' أولاً في ميدان التحرير في الـ 30 من نوفمبر 2012 خلال الاحتجاجات ضد الاعلان الدستوري لمحمد مرسي، جنباً إلى جنب مع مجموعات مثل بنات مصر خط أحمر التي تم انشائُها في وقت سابق في 2012.
ان حملات منظمة قوة ضد التحرش هي حملات ضد التحرش مدعمة من قبل ائتلاف من المنظمات مثل Harassmap الذي يجمع خرائط وبيانات وحشد المصادر عن التحرش الجنسي في مصر والمبادرة المصرية للحقوق الشخصية، هي منظمة حقوق انسان تم انشائها في 2002.
ان شعار منظمة قوة ضد التحرش ميدان أمن للكل.
تستمر المجموعة بجمع متطوعين جدد بعضهم انضم للمساعدة في حماية أخرين بعد أن تم انقاذهم من الأعتداء الجنسي أنفسهم.

## الأساليب
تقوم قوة ضد التحرش باستخدام أساليب عدة لمكافحة التحرش الجنسي، في محاولة لإزالة الحواجز التي تحول دون مشاركة المرأة في الأحتجاجات في الشوارع عن طريق الحفاظ عليهم جسدياً وعاطفياً.
يقوم المتطوعين في المجموعة بإجراء الوعية والدعاية لرفع مستوى الوعي عن التحرش الجنسي ولتوفير الدعم القانوني والطبي والنفسي فضلاً عن المنازل الامنة التي يمكن استخدامها لتعافي النساء اللاتي تعرضن للأعتداء. 
كان هناك ضغط كبير على أرقام الخط الساخن في أيام الأحتجاجات. 
عندما يتم الإبلاغ عن المعتدين، يتم توجية طلبات للمساعدة مستخدمين وسائل التواصل الاجتماعي لفرق من الرجال والنساء حاملين ملابس اضافية.
تنتشر هذة الفرق عبر الميدان لإنقاذ النساء من الأعتداءات التي تجري خاصة خلال التظاهرات الرئيسية مثل التي حدثت يوم 25 يناير 2013 بمناسبة الذكرى السنوية بمرور سنتين على ثورة 2011 ولأن النشطاء اللذين ينقذون الأخرين هم انفسهم يقعون في خطر الاعتداءات، تقدر  قوة ضد التحرش انها تحتاج على الأقل ست مجموعات مكونة من 15 متطوع لنشر الحماية عبر الميدان.
ان المتطوعين في مجموعات الأنقاذ متدربين على نهج تم تنميتة متركزاً على تجربة الأعتداءات الغوغائية في التحرير وجهود ما بعد الأنقاذ بقيادة أفراد ومجموعات أخرى في الميدان.
تأمر قوة ضد التحرش المنقذين بالمحافظة على هدوئهم وتجنب استعمال القوة ان أمكن من أجل تفرقة الغوغائيين المشاركون في الهجمات ولتقليل الصدمة على الضحايا.
تقوم الفرق بتشكيل سلاسل بشرية حول المرأة التي تعرضت للهجوم وتهب متطوعة لمساعدة الضحية بتزويدها بالملابس ويعمل فريق على جلبها لبر الأمان.
تؤمن قوة ضد التحرش بأن مشاركة النساء مهمة في جهود الأنقاذ للتعامل مع المتحرشين ولتقديم الدعم للضحايا.قالت ريم لبيب ، وهي واحدة من الناشطات في المجموعة النسائية: 
.

## وصلات خارجية
- OpAntiSH on Facebook